# Prijeka
 Ovo je glavno značenje pojma Prijeka. Za druga značenja pogledajte Prijeka (razdvojba).
Prijeka je naselje u Republici Hrvatskoj, u sastavu Grada Glina, Sisačko-moslavačka županija. 

## Stanovništvo
Prema popisu stanovništva iz 2001. godine, naselje je imalo 102 stanovnika te 42 obiteljskih kućanstava.
| broj stanovnika | 162   | 236   | 193   | 241   | 255   | 266   | 241   | 274   | 249   | 258   | 252   | 205   | 166   | 163   | 102   | 57    | 30    |
|                 | 1857. | 1869. | 1880. | 1890. | 1900. | 1910. | 1921. | 1931. | 1948. | 1953. | 1961. | 1971. | 1981. | 1991. | 2001. | 2011. | 2021. |